# 板岩駅
板岩駅（パナムえき）は、大韓民国大田広域市東区板岩洞にある大田交通公社1号線の駅である。駅番号は101。
1号線の起点で、大田大という副駅名がある。

## 歴史
- 2006年3月16日 - 1号線当駅 - 政府庁舎間開通に伴い開業。

## 駅構造
相対式・島式ホーム2面3線の地下駅。

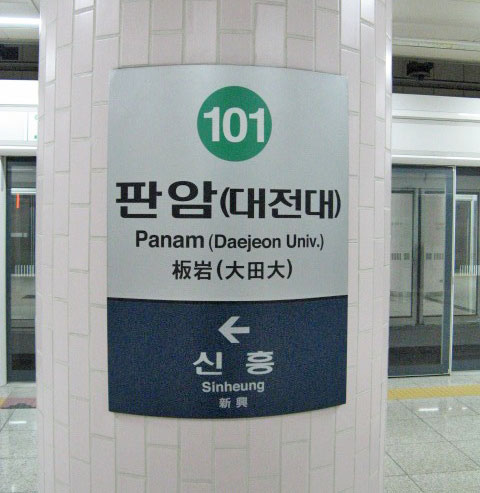
駅名標

## 駅周辺
- 大田大学校
- 板岩インターチェンジ（統営-大田・中部高速道路・大田南部循環高速道路）
- 東区庁
- 大田板岩初等学校
- 板岩1洞行政福祉センター
- 東新中学校
- 大田大岩初等学校
- 加午高等学校
- 加午初等学校
- 加午中学校
- ホームプラス大田加午店
- CJ CGV大田加午
- 龍雲国際水泳場

## 隣の駅
大田交通公社
●1号線
板岩駅 (101) - 新興駅 (102)